# Osieczno
Osieczno [pronunciación en polaco: /ɔˈɕet͡ʂnɔ/] es un pueblo ubicado en el distrito administrativo de Gmina Widawa, dentro del condado de Łask, Voivodato de Łódź, en el centro de Polonia. Se encuentra aproximadamente a 8 kilómetros al suroeste de Widawa, a 29 kilómetros al suroeste de Łask, y a 61 kilómetros al suroeste de la capital regional Łódź .